# Boceguillas
Boceguillas è un comune spagnolo di 588 abitanti situato nella comunità autonoma di Castiglia e León.